# Bafing
Bafing é uma das 31 regiões da Costa do Marfim e pertence ao Distrito de Woroba. A capital é Touba e tem uma área de 8 922 km².

## Reorganização administrativa
Como parte da reorganização das subdivisões da Costa do Marfim em 2011, Bafing foi convertida numa região administrativa de segundo nível e adicionada ao novo Distrito de Woroba.